# Here We Go (пісня PeR)
«Here We Go» (укр. Ось і ми) — пісня латиського гурту «PeR», з якою він представляв Латвію на пісенному конкурсі Євробачення 2013 в Мальме. Пісня була виконана 16 травня в другому півфіналі, але до фіналу не пройшла.